# Geyria sudanica
Geyria sudanica är en insektsart som beskrevs av Hölzel 1982. Geyria sudanica ingår i släktet Geyria och familjen myrlejonsländor. Inga underarter finns listade i Catalogue of Life.